# Установки з виробництва присадок в Нижньокамську
Установки з виробництва присадок в Нижньокамську – складові нафтопереробного майданчику в Татарстані, які здійснюють випуск високооктанових паливних присадок.
Одним з основних процесів Нижньокамського нафтопереробного заводу є каталітичний крекінг, під час якого продукують значні обсяги ізоаміленів (у складі легкої бензинової фракції) та бутан-бутиленової фракції. Це дало можливість ввести в у 2009 році в дію установки з виробництва паливних присадок:
-  метил-трет-амілового ефіру (МТАЕ або ТАМЕ), який отримують шляхом реакції ізоамілену та метанолу;
- метилтретинного бутилового етеру (MTBE), який продукують реакцією ізобутилену та метанолу.
Річна потужність майданчик становить 153 тисячі тон ТАМЕ та 25 тисяч тон МТВЕ.
Октанове число ТАМЕ та МТБЕ дорівнює 112 та 117 відповідно.